# Малък ракетен кораб
Малък ракетен кораб (съкратено МРК) – подклас ракетни кораби в съветската военноморска класификация. Заема мястото между ракетния катер и големия ракетен кораб. В страните от НАТО съветските МРК са класифицирани като корвети.
Появата в периода 1960-те – 1970-те години на класа малки ракетни кораби е обусловено от недостатъците на съветските ракетни катери от проектите 183-Р, 205 и 206-МР, а именно тяхното слабо артилерийско въоръжение, отсътствието на зенитно ракетен комплекс за самоотбрана и неудовлетворителната мореходност.
Първата голяма серия на съветски малки ракетни кораби са малките ракетни кораби от проекта 1234 (17 единици в базов вариант и 10 в експортно изпълнение), след тях, в 1978 – 1992 години влиза в строй серия от 19 МРК на проекта 1234.1 с усилено артилерийско въоръжение и един кораб от проекта 1234.7 с усилено противокорабно въоръжение. В 1980-те години са разработени нови проекти за кораби от този клас – МРК на въздушна възглавница от проект 1239 и МРК проект 1240.
По мнение на Ю. В. Апальков, след влизането в състава на ВМС на СССР на големи ракетни катери – проекта 1241 със 76 mm артилерийска установка, практически съизмерими по своите размери с малките ракетни кораби на проекта 1234, двата подкласа – малки ракетни кораби и ракетни катери практически се сливат в единен клас бойни кораби.